# Rosa 'Redouté'
'Redouté' ('AUSpale' es el nombre de la Obtención registrada), es un cultivar de rosa que fue conseguido en Reino Unido en 1992 por el rosalista británico David Austin.

## Descripción
'Redouté' es una rosa moderna cultivar del grupo « English Rose Collection ».
El cultivar es un desporte de la rosa 'Mary Rose'®.
Las formas arbustivas del cultivar tienen porte erguido que alcanza más de 120 a 185 cm de alto con 120 a 150 cm de ancho. Las hojas son de color verde oscuro mate de tamaño medio, follaje coriáceo, con 5 foliolos.
Capullos ovoides. Sus delicadas flores de color rosa suave. Fragancia dulce moderada. El diámetro medio de 3". Rosa de tamaño medio, transmitidas sobre todo en solitario, en pequeños grupos, en forma de copa, forma flor reflexos.
Florece de una forma prolífica, floración en oleadas a lo largo de la temporada.

## Origen
El cultivar fue desarrollado en Reino Unido por el prolífico rosalista británico David Austin en 1992. 'Redouté' es una rosa híbrida con ascendentes parentales de ser un desporte de la rosa 'Mary Rose'®.
La Obtención fue registrada bajo el nombre cultivar de 'AUSpale' por David Austin en 1992 y se le dio el nombre comercial de exhibición 'Redouté'™.
También se le reconoce por los sinónimos de 'AUSpale', y 'Margaret Roberts'.
- La rosa fue conseguida antes de 1992 e introducida en el Reino Unido por David Austin Roses Limited (UK) en 1992 como 'Redouté'.[1]
- La rosa 'Redouté' fue introducida en la Unión Europea con la patente "European Union - Patent No: 334  on  2 Aug 1996/Application No: 19950464  on  24 Jul 1995/First commercialisation in EU: May 1, 1992; outside EU: 01/01/1994/Expiry of protection on June 1, 2017.".[1]
- La rosa 'Redouté' fue introducida en Estados Unidos con la patente "United States - Patent No: PP 8,789  on  30 Mar 1993/Application No: 08/040,155  on  21 Jun 1994".[1]
- La rosa 'Redouté' fue introducida en Australia con la patente "Australia - Application No: 1996/063  on  1996".[1]

Se nombra en homenaje al pintor francés Pierre Joseph Redouté, quién se especializó en pintar las flores de "La Malmaison" y otras flores de la naturaleza.

## Cultivo
Aunque las plantas están generalmente libres de enfermedades, es posible que sufran de punto negro en climas más húmedos o en situaciones donde la circulación de aire es limitada.
Se desarrollan mejor a pleno sol. En América del Norte son capaces de ser cultivadas en USDA Hardiness Zones 5b a 10b. La resistencia y la popularidad de la variedad han visto generalizado su uso en cultivos en todo el mundo.
Puede ser utilizado para las flores cortadas, jardín o portador guía. Vigorosa. En la poda de Primavera es conveniente retirar las cañas viejas y madera muerta o enferma y recortar cañas que se cruzan. En climas más cálidos, recortar las cañas que quedan en alrededor de un tercio. En las zonas más frías, probablemente hay que podar un poco más que eso. Requiere protección contra la congelación de las heladas invernales.